# Detlef Thierig
Detlef Thierig (* 1934 in Chemnitz) ist ein deutscher Chemiker, außerparlamentarisch engagierter Politiker und Kunstkritiker. Er lebt und arbeitet seit 1967 in Witten an der Ruhr.

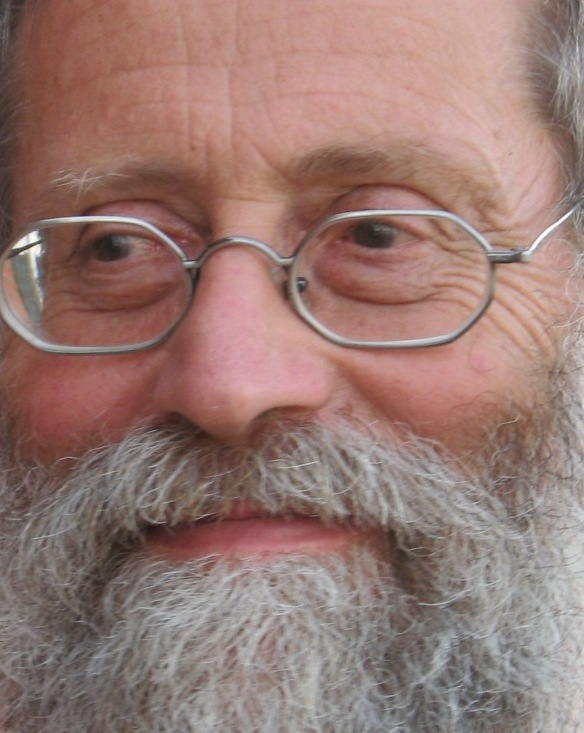
Detlef Thierig 2011

## Leben
Gottreich Detlef Thierig stammt aus Chemnitz, machte dort das Abitur und wechselte von der DDR in die BRD. Er studierte Chemie in Hannover, schloss ab und promovierte in Münster bei Fritz Umland. Thierig arbeitete ab 1966 beim Gussstahl-Werk Witten als Laborleiter und später bis 1999 als Leiter der Laboratorien von Edelstahl Witten-Krefeld GmbH. Außerdem arbeitete er mit im Chemikerausschuss Euronorm-ZRM-Programm für europäisch zertifizierte Referenzmaterialien (Eisen und Stahl).
Thierig lebt in Witten-Annen und hat zwei erwachsene Kinder, darunter die Bildhauerin Bettina Thierig, mit seiner Frau Christa, die 2018 verstarb.

## Politisches Engagement
Thierig schloss sich sehr früh solidarisch der außerparlamentarischen Opposition (APO) der 1960er Jahre an, wurde Mitglied der „Kritischen Christen“ des Nikolaus Koch und gründete mit seiner Frau Christa Thierig und etwa 20 weiteren Wittenern 1969 den Republikanischen Club Witten. Zeitgleich bauten Christa und Detlef Thierig die Kriegsdienstverweigerungs-Bewegung der Stadt mit auf und initiierten eine DFG/IdK- bzw. DFG/VK-Regionalgruppe.
Seit Jahrzehnten wirken „die Thierigs“ als fundamental-demokratische Kriegsgegner in Friedensinitiativen mit, aktuell ist es das „Wittener Friedensforum“. 2009 beteiligte er sich an einer szenischen Lesung gegen den Krieg im „Theaterspiel“.
Der parteilose Thierig gehörte ebenfalls zu den Gründern der Städtepartnerschaft Kursk-Witten (langjährige 1. Vorsitzende: Christa Thierig, verstorben 2018) in den 1980er Jahren. Detlef Thierig wirkt, obgleich inzwischen erblindet, engagiert im Wittener Kunstverein.

## Wirken als Kunstkritiker
Detlef Thierig ist ein streitbarer kommunaler Kunstkritiker und hat in zahlreichen Reden und Auftritten seine Position gegen Kitsch und Kommerz herausgestellt. Er war mehrere Jahre im Vorstand des Wittener Künstlerbundes aktiv und fördert das Märkische Museum der Stadt. Er ist der Organisator der Wittener Kunstgespräche.

## Mitgliedschaften (Auswahl)
- Freunde und Förderer des Märkischen Museums Witten
- Vorstand der Städtepartnerschaft Witten-Kursk

## Schriften (Auswahl)
Von 1962 bis 1992 veröffentlichten Thierig u. a. über 20 Artikel zu Themen der analytischen Chemie – hauptsächlich im Archiv für das Eisenhüttenwesen (ISSN 0003-8962) und in der Zeitschrift für Analytische Chemie (ISSN 0016-1152).
- Henning Rischbieter unter Mitarbeit von Detlef Thierig u. a.: Die Zwanziger Jahre in Hannover, Kunstverein Hannover (Hrsg.), Hannover 1962.
- Über die Darstellung und analytische Anwendung einiger Borchelate (Dissertation), Hannover 1966.
- Anton Janssen, Detlef Thierig, Fritz Umland und Gerold Wünsch: Theorie und praktische Anwendung von Komplexbildnern, Akademische Verlagsgesellschaft, Frankfurt/Main 1971.
- Photometrische Ermittlung des Kupfergehaltes in Stahl, Düsseldorf, Verlag Stahleisen 1972.
- Nikolaus Koch: Philosoph und Friedenspartisan, in: Frank Ahland u. a. (Hrsg.) Wittener biografische Portraits, Witten 2000; Wiederabdruck als: Mit vollster Offenheit kämpfen. Nikolaus Koch – Philosoph und engagierter Bürger, in: Zivil 3/2009.
- Anja Mikler, Detlef Thierig u. Holger Schmidt: Pazifistische Politik heute. Verlag DFG-VK Bildungswerk NRW 2005, ISBN 3-931729-23-0.
- Manfred H. Wolff, Detlef Thierig u. Harald Kahl: Skulpturen, Brunnen und Male in Witten. Wittener Bild-Buch-Gesellschaft (Hrsg.), Verlag Strohdehner Presse, Berlin 2006. ISBN 3-9810105-9-0
- Harald Kahl (Hrsg.), Texte: Detlef Thierig, Dirk Steimann u. M.H. Wolff: Bönen. Kettler, 2010, ISBN 978-3-86206-039-9.

## Vorträge (Auswahl)
- Wittener Kunstgespräche 4: „Skulptur im öffentlichen Raum – Kunstwerk, Kitsch oder Kommerz“.  Detlef Thierig: Was ist und welche Funktion hat Skulptur im öffentlichen Raum?[4]
- Menschen, Tiere, Abstraktionen. Wittener Skulpturen. Vortrag mit Bildern von Manfred H. Wolff, Detlef Thierig, Harald Kahl unter Mitwirkung von Klaus Lohmann[5]

Filmredaktion
- Geradezu heraus. Irmtraud Morgner in Chemnitz. Drehbuch u. Regie: Beate Kunath, Ursel Schmitz. Lebenszeugen: Detlef Thierig u. a.